# Флавопротеины
Флавопротеины — хромопротеины, содержащие простетические группы, представленные изоаллоксазиновыми производными — окисленными флавопротеидами — флавинмононуклеотидом (ФМН) и флавинадениндинуклеотидом ФАД. Также содержат витамин B2. Флавопротеины входят в состав оксидоредуктаз — ферментов, катализирующих окислительно-восстановительные реакции в клетке. Некоторые флавопротеины содержат ионы металлов. Типичными представителями флавопротеинов, содержащих также негемовое железо, являются ксантин-оксидаза, альдегидоксидаза, дигидрооротатдегидрогеназа, ацил-КоА-дегидрогеназа и транспортирующий электроны флавопротеин. На долю двух последних приходится до 80 % митохондриальных флавопротеинов, выполняющих важную роль в биоэнергетике клетки.